# Josef Kábrt
Josef Kábrt (14. října 1920, Lomnice nad Popelkou – 7. února 1989, Praha) byl český malíř, grafik, ilustrátor, animátor, režisér a scenárista animovaného filmu, spoluzakladatel studia animovaného filmu Bratři v triku.

## Život a dílo

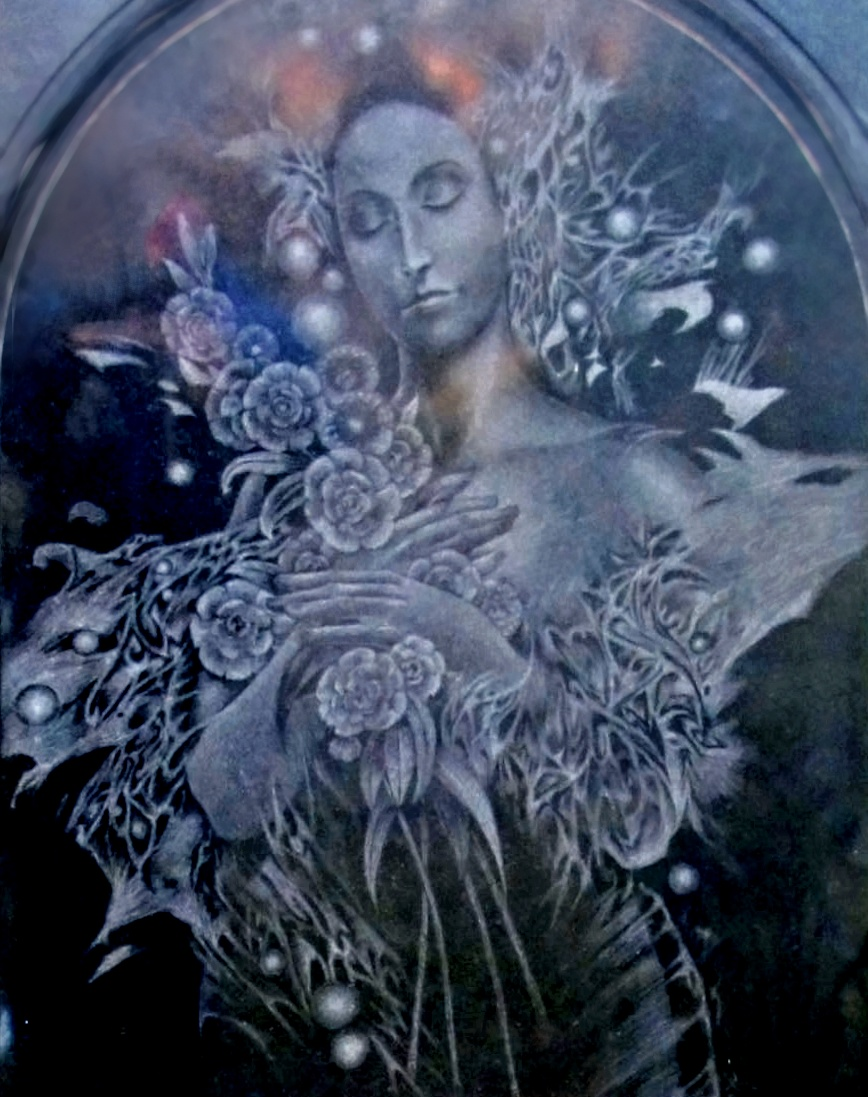
Detail náhrobku Josefa Kábrta

U filmu začínal po studiích na pražské Uměleckoprůmyslové škole v roce 1942 ve filmových ateliérech ve Zlíně, kde zpočátku spolupracoval na německém animovaném seriálu Fritz und Fratz. Po skončení války společně s Jiřím Trnkou zakládal Studio animovaného filmu, pozdější studio Bratři v triku. Mezi jeho nejznámější práce patří výtvarná spolupráce na snímcích Povídání o pejskovi a kočičce, Stvoření světa, režijní práce na filmech Tragédie vodníkova nebo večerníčkových seriálech O Petrovi a O klukovi z plakátu. Světově uznávaným dílem je i jeho animovaný horor podle balady K. J. Erbena Svatební košile. Mezi jeho spolupracovníky patřili, mimo jiné, například Jiří Trnka, Ota Hofman nebo Jiří Brdečka.

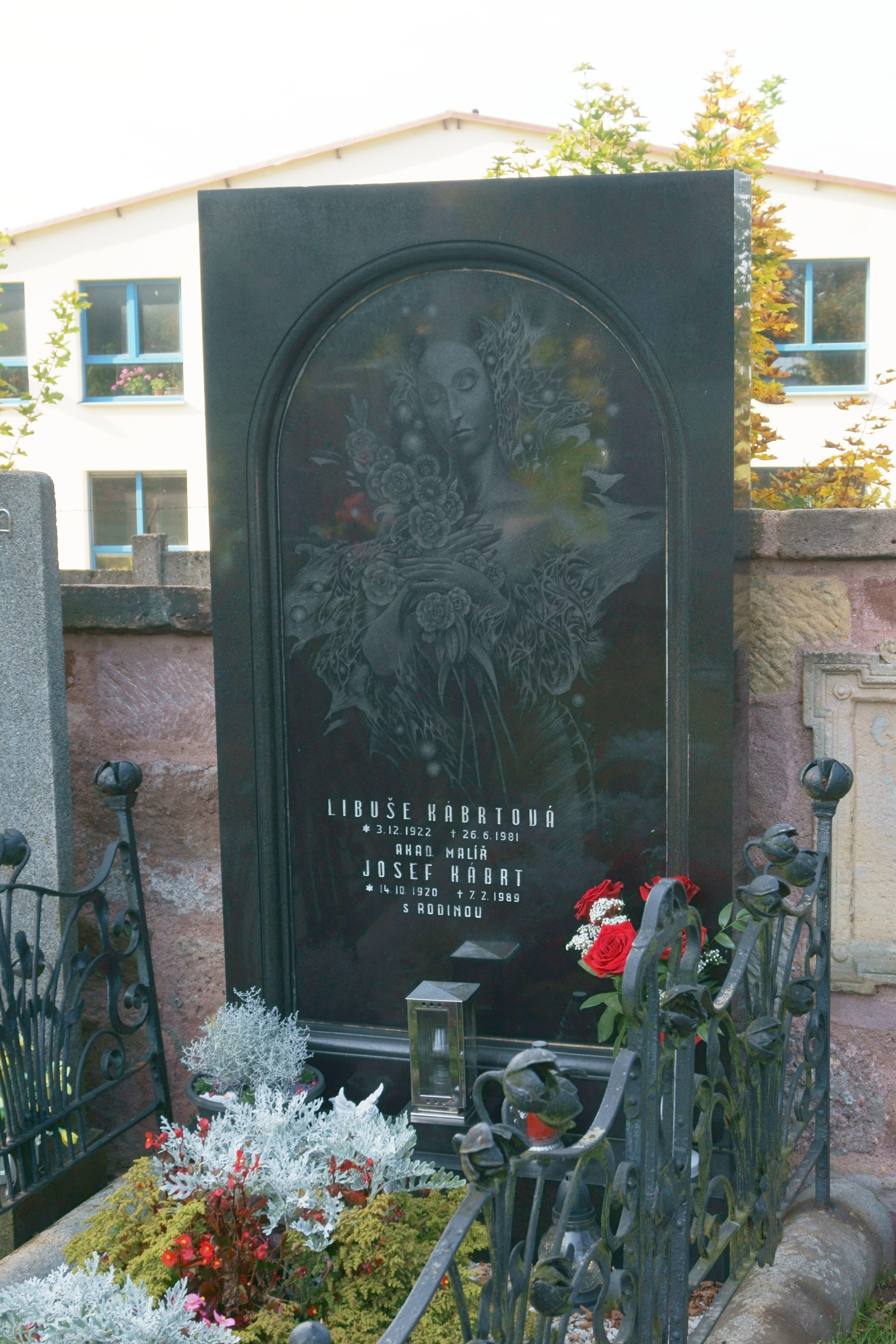
Hrob Josefa Kábrta na lomnickém hřbitově

Kromě toho také kreslil komiksy do časopisu Ahoj na sobotu a věnoval se i volné malířské tvorbě.
Za film Tragédie vodníkova získal v roce 1959 cenu v Locarnu.
V roce 1962 získal ceny na festivalu v Karlových Varech a v Montevideu za Železný oblouk.